# Kindle Fire

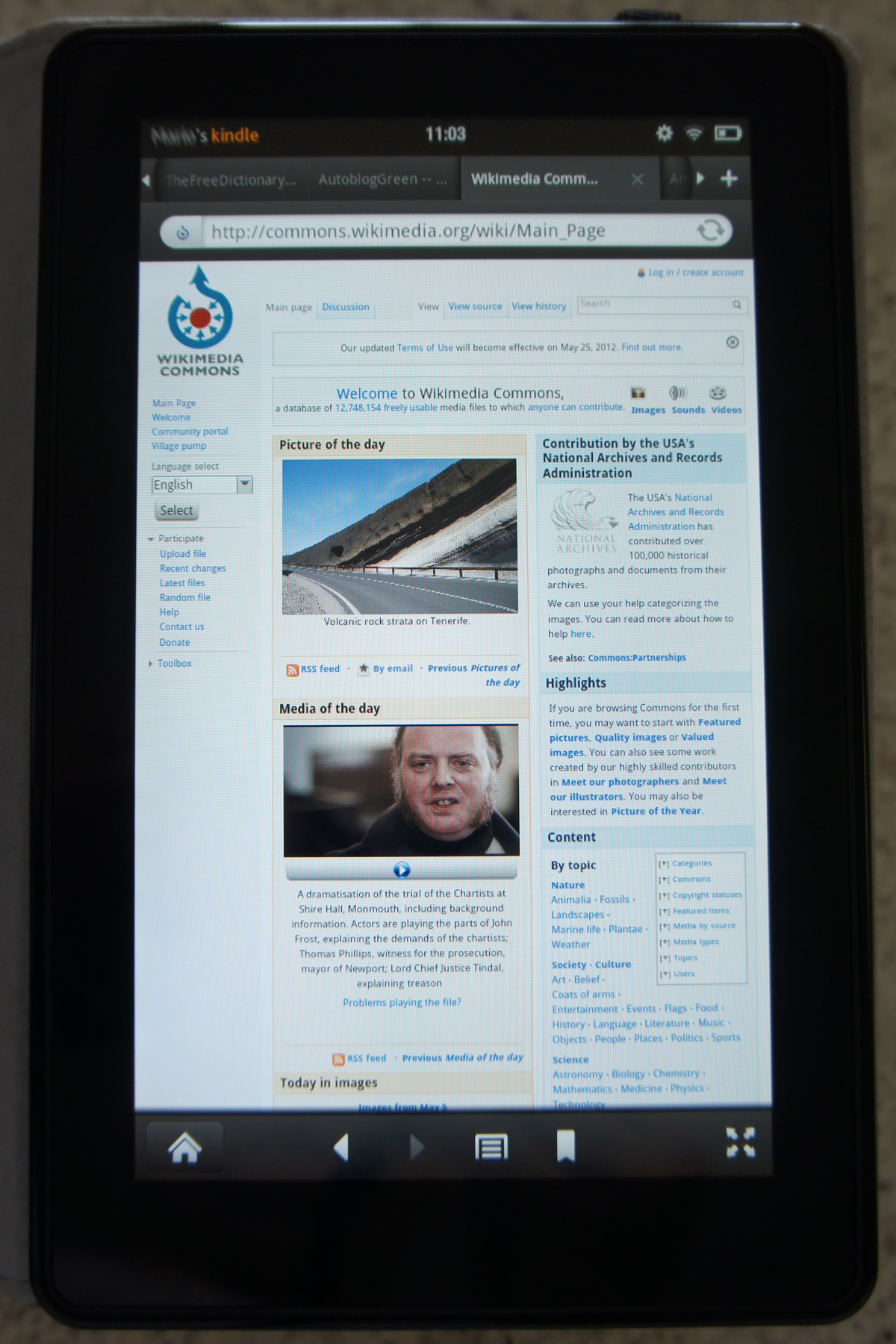
Kindle Fire

Il Kindle Fire è un tablet computer di Amazon.
Annunciato il 28 settembre 2011, è disponibile in Italia dal 25 ottobre 2012.

## Caratteristiche tecniche

### Hardware
- Processore ARM Cortex-A9 dual-core TI OMAP 4430 con velocità di clock pari ad 1 GHz.
- Il display è un 7 pollici (180 mm) multi-touch a colori con una risoluzione di 1024×600 pixel.
- Le connettività presenti sono una scheda Wi-Fi 802.11n e Micro-USB 2.0.
- Il dispositivo include 8 GB di storage interno, sufficiente per 80 applicazioni più 10 filmati o 800 canzoni o 6 000 libri. Il suo costo è di 199 $ (mentre la stima della distinta base di realizzazione va da 150 $ a 201,70 $).

### Software
Android OS 2.3 Gingerbread con personalizzazioni da parte di Amazon. Il sistema è provvisto dello specifico market di Amazon, Amazon AppStore, e non è presente il Google Play.

## I modelli
| Generazione                  | Generazione                  | 1ª generazione (2011)                                           | 2ª generazione (2012)                                                  | 5ª generazione (2015)                                                                                    | 7ª generazione (2017)                                                                                    |
| Modello                      | Modello                      | Kindle Fire                                                     | Kindle Fire                                                            | Fire | Fire 7                                                                                                   |
| ---------------------------- | ---------------------------- | --------------------------------------------------------------- | ---------------------------------------------------------------------- | --- | --- |
| Data di distribuzione        | Data di distribuzione        | 15 novembre 2011                                                | 14 settembre 2012                                                      | 30 settembre 2015                                                                                        | 7 giugno 2017                                                                                            |
| Stato                        | Stato                        | Dismesso                                                        | Dismesso                                                               | Dismesso                                                                                                 | attuale                                                                                                  |
| Dimensione dello schermo     | Dimensione dello schermo     | 7"                                                              | 7"                                                                     | 7" | 7" |
| Risoluzione                  | Risoluzione                  | 1024 × 600 (169 ppi)                                            | 1024 × 600 (169 ppi)                                                   | 1024 × 600 (171 ppi)                                                                                     | 1024 × 600 (171 ppi)                                                                                     |
| SO                           | SO                           | Android 2.3.3 "Gingerbread" (versione personalizzata da Amazon) | Android 4.0.3 "Ice Cream Sandwich" (versione personalizzata da Amazon) | Fire OS 5 "Bellini" (SO sviluppato da Amazon partendo dalla versione personalizzata di Android Lollipop) | Fire OS 5 "Bellini" (SO sviluppato da Amazon partendo dalla versione personalizzata di Android Lollipop) |
| Versione attuale del sistema | Versione attuale del sistema | 6.3.4                                                           | 10.5.1                                                                 | 5.3.1 | 5.6.4.0 (giugno 2019)                                                                                    |
| CPU                          | creatore                     | Texas Instruments                                               | Texas Instruments                                                      | MediaTek                                                                                                 | MediaTek                                                                                                 |
| CPU                          | Genere                       | Dual-core OMAP4                                                 | Dual-core OMAP4                                                        | Quad-core                                                                                                | Quad-core                                                                                                |
| CPU                          | Modello                      | 4430 HS                                                         | 4430 HS                                                                | MT8127D                                                                                                  | MT8127B                                                                                                  |
| CPU                          | Cores                        | 2× ARM Cortex-A9 @ 1.0 GHz                                      | 2× ARM Cortex-A9 @ 1.2 GHz                                             | 4x ARM Cortex-A7 @ 1.3 GHz                                                                               | 4x ARM Cortex-A7 @ 1.3 GHz                                                                               |
| GPU                          | Progettista                  | Imagination Technologies                                        | Imagination Technologies                                               | ARM Holdings                                                                                             | ARM Holdings                                                                                             |
| GPU                          | Genere                       | PowerVR                                                         | PowerVR                                                                | Mali | Mali |
| GPU                          | Modello                      | SGX540                                                          | SGX540                                                                 | 450 | 450 MP4                                                                                                  |
| GPU                          | Frequenza                    | 304 MHz                                                         | 384 MHz                                                                | 600 MHz                                                                                                  | ? |
| RAM                          | RAM                          | 512 MiB                                                         | 1 GiB                                                                  | 1 GiB | 1 GiB |
| Memoria                      | Interna                      | 8 GB                                                            | 8 GB                                                                   | 8 GB o 16 GB                                                                                             | 8 GB o 16 GB                                                                                             |
| Memoria                      | Esterna                      | N.D.                                                            | N.D.                                                                   | Fino a 128 GB microSDXC                                                                                  | Fino a 256 GB microSDXC                                                                                  |
| Camera                       | Posteriore                   | N.D.                                                            | N.D.                                                                   | 2 MP | 2 MP |
| Camera                       | Frontale                     | N.D.                                                            | N.D.                                                                   | 0.3 MP VGA                                                                                               | 0.3 MP VGA                                                                                               |
| Microfono                    | Microfono                    | N.D.                                                            | N.D.                                                                   | Sì | Sì |
| Bluetooth                    | Bluetooth                    | N.D.                                                            | N.D.                                                                   | Bluetooth 4.0 LE                                                                                         | Bluetooth 4.1 LE                                                                                         |
| Wireless                     | Wi-Fi                        | 802.11 b/g/n                                                    | 802.11 b/g/n                                                           | 802.11 b/g/n                                                                                             | 802.11 a/b/g/n (dual band)                                                                               |
| Wireless                     | Sim                          | N.D.                                                            | N.D.                                                                   | N.D. | N.D. |
| localizzatore                | localizzatore                | N.D.                                                            | a base Wi-Fi                                                           | a base Wi-Fi                                                                                             | a base Wi-Fi                                                                                             |
| Prossimità                   | Prossimità                   | N.D.                                                            | N.D.                                                                   | N.D. | N.D. |
| Bussola                      |                              | N.D.                                                            | N.D.                                                                   | N.D. | N.D. |
| Sensore di luce              |                              | N.D.                                                            | N.D.                                                                   | N.D. | N.D. |
| Accelerometro                | Accelerometro                | Sì                                                              | Sì                                                                     | Sì | Sì |
| Giroscopio                   | Giroscopio                   | N.D.                                                            | N.D.                                                                   | N.D. | N.D. |
| Barometro                    |                              | N.D.                                                            | N.D.                                                                   | N.D. | N.D. |
| Peso                         | Peso                         | 413 g (14,6 oz)                                                 | 400 g (14 oz)                                                          | 313 g (11 oz)                                                                                            | 295 g (10.4 oz)                                                                                          |
| Dimensioni                   | Dimensioni                   | 190 × 120 × 11,4 mm (7,48 × 4,72 × 0,45 in)                     | 189 × 120 × 11,5 mm (7,44 × 4,72 × 0,45 in)                            | 191 × 115 × 10,6 mm (7,52 × 4,53 × 0,42 in)                                                              | 192 × 115 × 9.6 mm (7.56 × 4.53 × 0.38 in)                                                               |
| Batteria                     | Batteria                     | 4400 mAh                                                        | 4400 mAh                                                               | 2980 mAh                                                                                                 | 8 ore |

## Galleria d'immagini

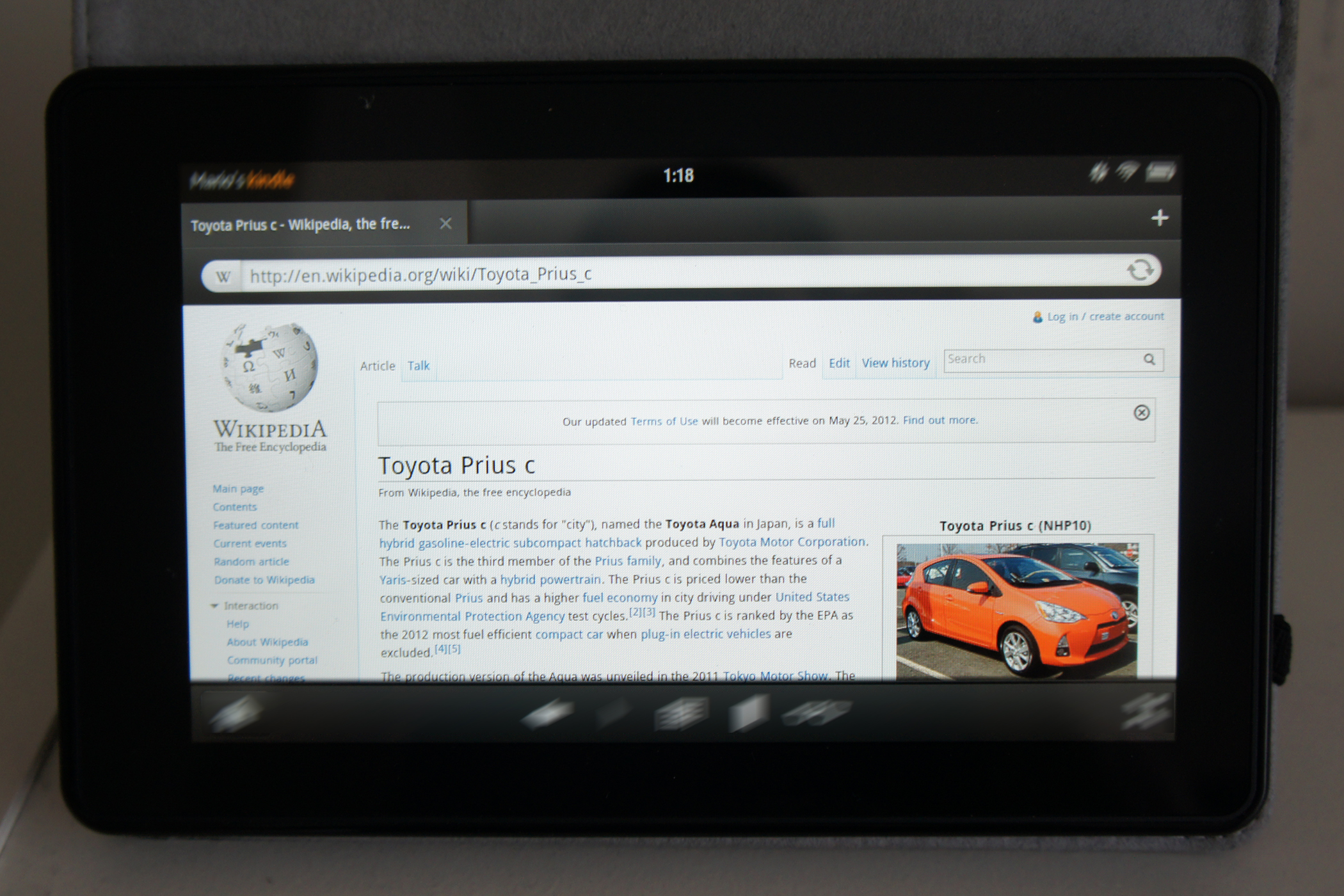
Il Kindle Fire in posizione di visualizzazione orizzontale pagina web
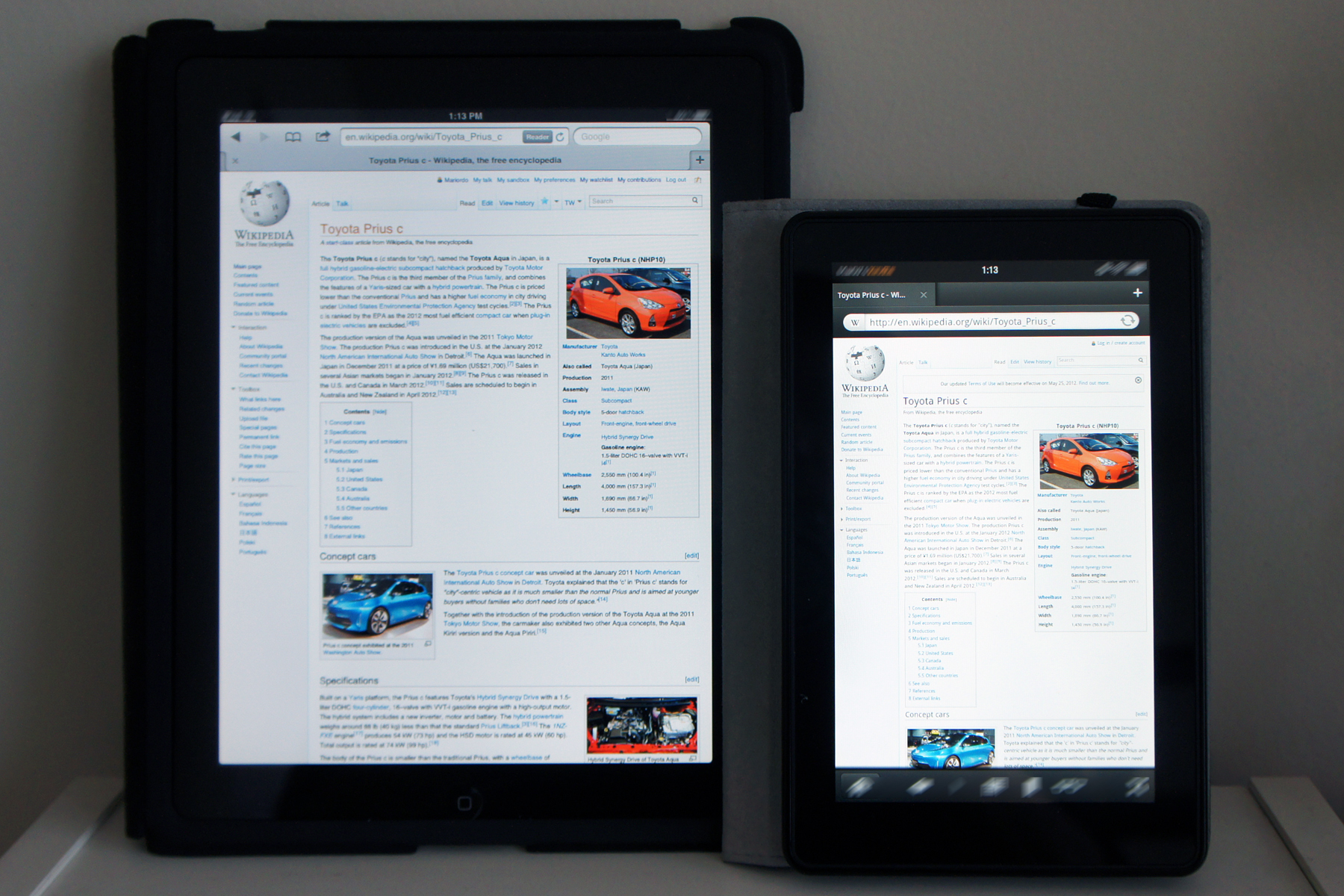
L'iPad (sinistra) rispetto al Kindle Fire (destra)
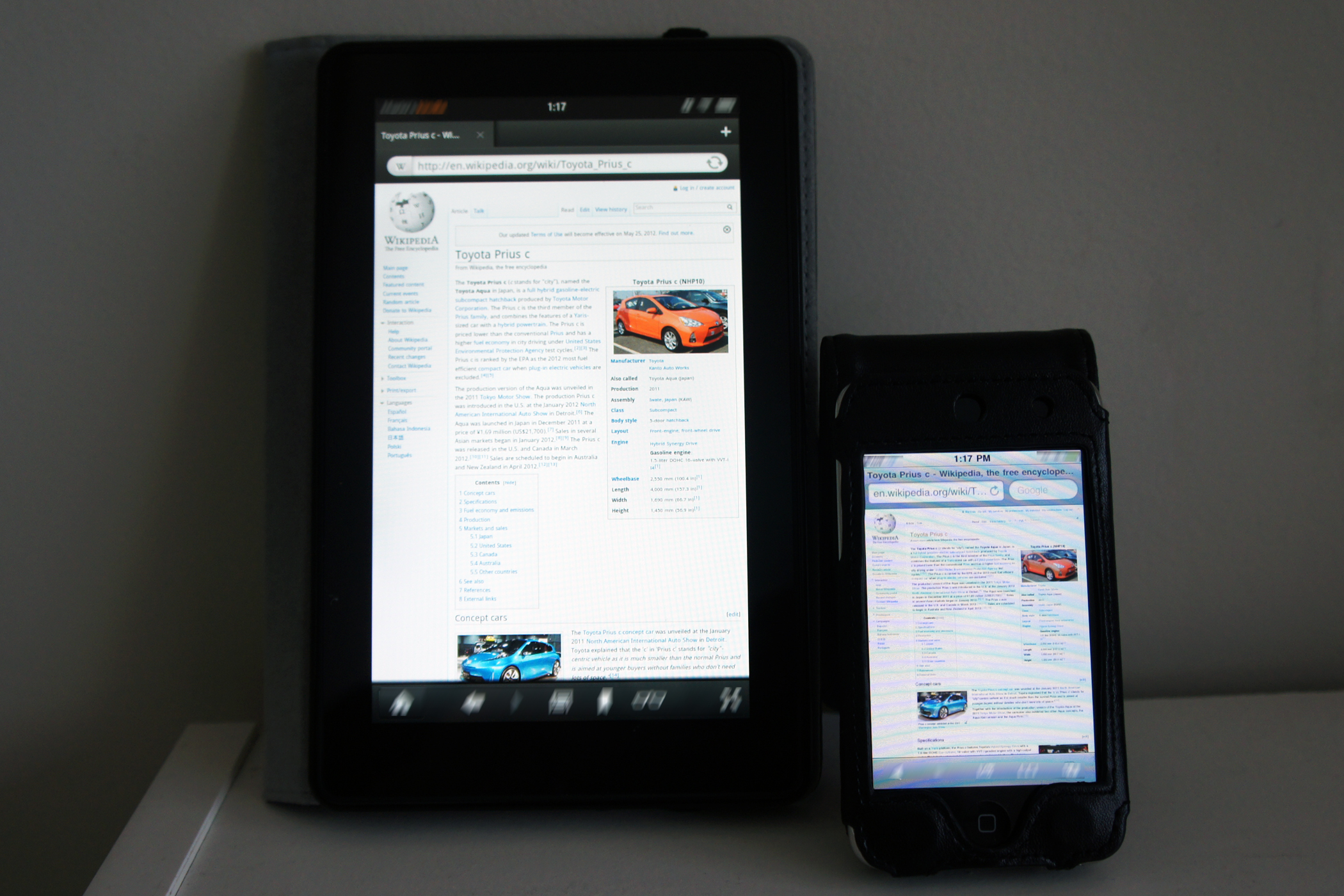
Il Kindle Fire (sinistra) rispetto al iPod touch (destra)
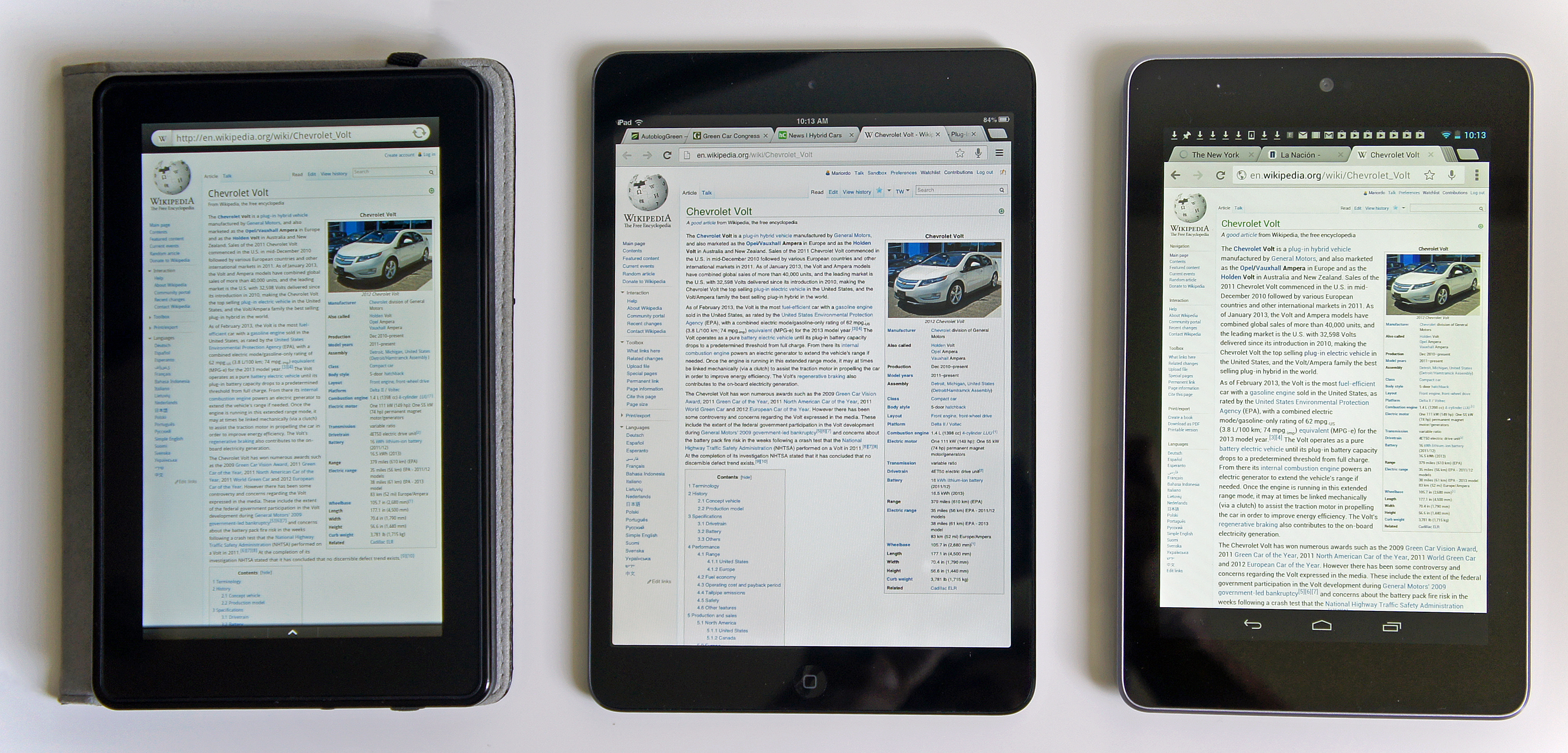
Il Kindle Fire (sinistra) rispetto al iPad mini (centro) e il Nexus 7 (destra)